# Pietro Scalvini
Pietro Scalvini  (1718 - 1792) est un peintre italien de la fin de période baroque, actif à Brescia au XVIIIe siècle.

## Biographie
Pietro Scalvini était un peintre italien de la fin des périodes baroque et néoclassique, actif à Brescia.